# Landkreis Mallersdorf
Der Landkreis Mallersdorf gehörte zum bayerischen Regierungsbezirk Niederbayern. Der Sitz des Landratsamtes befand sich im Kreishauptort Mallersdorf. Das ehemalige Gebiet des Landkreises liegt heute in den Landkreisen Dingolfing-Landau, Landshut und Straubing-Bogen in Niederbayern sowie im Landkreis Regensburg in der Oberpfalz.

## Geographie

### Wichtige Orte
Die einwohnerstärksten Gemeinden waren Mallersdorf, Geiselhöring, Schierling, Ergoldsbach und Neufahrn in Niederbayern.

### Nachbarkreise
Der Landkreis grenzte 1972 im Uhrzeigersinn im Norden beginnend an die Landkreise Regensburg, Straubing, Dingolfing, Landshut, Rottenburg an der Laaber und Kelheim.

## Geschichte

### Landgericht
1840 wurde als Folge der Verwaltungsreform des Königreichs Bayern von 1838 das Landgericht Mallersdorf errichtet. Diesem wurden Gemeinden aus den umliegenden Landgerichtsbezirken zugeordnet.

### Bezirksamt
Das Bezirksamt Mallersdorf folgte im Jahr 1862 dem flächengleichen Landgericht älterer Ordnung Mallersdorf.
1875 wurde das Bezirksamt Mallersdorf um Gemeinden des Bezirksamtes Rottenburg an der Laaber vergrößert. Am 1. Januar 1891 wechselten Gemeinden des Bezirksamtes Rottenburg an der Laaber ins Bezirksamt Mallersdorf.

### Landkreis
Am 1. Januar 1939 wurde im Deutschen Reich die einheitliche Bezeichnung Landkreis eingeführt. So wurde aus dem Bezirksamt der Landkreis Mallersdorf.
Am 1. Juli 1972 wurde der Landkreis Mallersdorf im Zuge der Gebietsreform in Bayern aufgelöst:
- Die Gemeinden Bayerbach bei Ergoldsbach, Ergoldsbach, Greilsberg, Langenhettenbach, Neufahrn in Niederbayern, Prinkofen und Winklsaß kamen zum Landkreis Landshut.
- Die Gemeinden Allkofen, Eitting, Geiselhöring, Grafentraubach, Graßlfing, Greißing, Haader, Hadersbach, Haindling, Hainsbach, Hirschling, Hofkirchen, Laberweinting, Mallersdorf, Niederlindhart, Oberhaselbach, Pfaffenberg, Sallach, Upfkofen, Wallkofen und Weichs kamen zum Landkreis Straubing-Bogen. Der ehemalige Kreishauptort Mallersdorf wurde dabei mit Pfaffenberg zum Markt Mallersdorf-Pfaffenberg vereinigt.
- Die Gemeinden Martinsbuch, Mühlhausen und Süßkofen kamen zum Landkreis Untere Isar (ab dem 1. Mai 1973 Dingolfing-Landau).
- Die Gemeinden Buchhausen, Eggmühl, Inkofen, Mannsdorf, Oberdeggenbach, Pinkofen, Schierling, Unterlaichling und Zaitzkofen kamen zum Landkreis Regensburg.[3][4]

## Einwohnerentwicklung
| Jahr | Einwohner | Quelle |
| ---- | --------- | ------ |
| 1864 | 18.087    | [ 5 ]  |
| 1885 | 20.499    | [ 6 ]  |
| 1900 | 22.961    | [ 7 ]  |
| 1910 | 24.773    | [ 7 ]  |
| 1925 | 25.115    | [ 8 ]  |
| 1939 | 24.852    | [ 9 ]  |
| 1950 | 35.600    | [ 10 ] |
| 1960 | 30.100    | [ 11 ] |
| 1971 | 29.900    | [ 12 ] |

## Gemeinden
Vor dem Beginn der Gebietsreform umfasste der Landkreis Mallersdorf in den 1960er Jahren 46 Gemeinden:
- Allkofen, heute zu Laberweinting
- Asbach, heute zu Laberweinting

Landkreis Mallersdorf, Gemeindegrenzenkarte von 1961

- Ascholtshausen, heute zu Mallersdorf-Pfaffenberg
- Bayerbach bei Ergoldsbach
- Buchhausen, heute zu Schierling (Oberpfalz)
- Eggmühl, heute zu Schierling (Oberpfalz)
- Eitting, heute zu Laberweinting
- Ergoldsbach (Markt)
- Geiselhöring (Markt, seit 1952 Stadt)
- Grafentraubach, heute zu Laberweinting
- Graßlfing, heute zu Laberweinting
- Greilsberg, heute zu Bayerbach bei Ergoldsbach
- Greißing, heute zu Geiselhöring
- Haader, heute zu Laberweinting
- Hadersbach, heute zu Geiselhöring
- Haindling, heute zu Geiselhöring
- Hainsbach, heute zu Geiselhöring
- Hirschling, heute zu Geiselhöring
- Hofkirchen, heute zu Laberweinting
- Holztraubach, heute zu Mallersdorf-Pfaffenberg
- Inkofen, heute zu Schierling (Oberpfalz)
- Laberweinting
- Langenhettenbach, heute zu Ergoldsbach
- Mallersdorf, heute zu Mallersdorf-Pfaffenberg
- Mannsdorf, heute zu Schierling (Oberpfalz)
- Martinsbuch, heute zu Mengkofen
- Mühlhausen, heute zu Mengkofen
- Neufahrn in Niederbayern
- Niederlindhart, heute zu Mallersdorf-Pfaffenberg
- Oberdeggenbach, heute zu Schierling (Oberpfalz)
- Oberellenbach, heute zu Mallersdorf-Pfaffenberg
- Oberhaselbach, heute zu Mallersdorf-Pfaffenberg
- Oberlindhart, heute zu Mallersdorf-Pfaffenberg
- Penk, heute zu Bayerbach bei Ergoldsbach
- Pfaffenberg (Markt), heute zu Mallersdorf-Pfaffenberg
- Pinkofen, heute zu Schierling (Oberpfalz)
- Prinkofen, heute zu Ergoldsbach
- Sallach, heute zu Geiselhöring
- Schierling, heute zur Oberpfalz
- Süßkofen, heute zu Mengkofen
- Unterlaichling, heute zu Schierling (Oberpfalz)
- Upfkofen, heute zu Mallersdorf-Pfaffenberg
- Wallkofen, heute zu Geiselhöring
- Weichs, heute zu Laberweinting
- Winklsaß, heute zu Neufahrn in Niederbayern
- Zaitzkofen, heute zu Schierling (Oberpfalz)

Mehrere Gemeinden verloren bis 1964 ihre Eigenständigkeit:
- Feuchten, 1964 zu Bayerbach bei Ergoldsbach
- Gerabach, am 1. Januar 1946 zu Bayerbach bei Ergoldsbach
- Haimelkofen, am 1. Januar 1946 zu Hofkirchen, heute zu Laberweinting
- Osterham, am 1. Januar 1946 zu Hofkirchen, heute zu Laberweinting
- Pullach, am 1. Januar 1964 zu Wallkofen, heute zu Geiselhöring

## Gemeindefreie Gebiete
Am 1. Oktober 1966 gab es im Landkreis vier gemeindefreie Gebiete mit einer Fläche von zusammen 1567,14 ha, was 3,9 % der Landkreisfläche entsprach.:
- Ellenbach, 226,60 ha
- Gallusbucher Forst, 79,25 ha
- Hainsbacher Forst, 500,15 ha
- Hayforst, 761,14 ha

In den Jahren 1960 bis 1966 wurden 187,35 ha gemeindefreies Gebiet eingegliedert.

## Bezirksamtsvorstände und Landräte
- 1. Juli 1862 – 1870 Martin Zierer
- 1870 Karl Schönchen
- 1879 Ludwig Heß
- 1890 Eugen Crusilla
- 1894 Max Hausladen
- 1897 Nikolaus Cottel
- 1902 Karl Pracher
- 1905 Lorenz Grill
- 1909 Otto Speth
- 1914 Karl Maier
- 1918–1920 Otto Barbarino
- 1920–1924 Georg Wissel
- 1925–1927 Georg Bauer
- 1927–1933 Wilhelm Hetzel
- 1933–1936 Alfred Mauerer
- 1937 Ernst Döring
- 1938–1941 Michael Breu
- 1941–1945 vakant
- 1945 Hermann Hartenbach, Bankdirektor
- 1946 Franz Burkhard Backmund, am 11. Juli 1946 durch Verkehrsunfall ums Leben gekommen
- 1946 Rupert Babel, bis 31. Oktober 1946
- bis Frühjahr 1947, Leitung der Amtsgeschäfte durch Oberinspektor Wittmann
- Frühjahr 1947 – 12. September 1947 Franz Höferer, Jahrgang 1893, ehem. Zollinspektor
- 13. September 1947 – 1964 Alois Maier aus Helmprechting
- 1964–1970: Josef Wallner
- 1970–1972: Ludwig Meyer (CSU)

Quelle: Alois Lederer, Einige Landräte hatten nur eine kurze Amtszeit;

## Kfz-Kennzeichen
Am 1. Juli 1956 wurde dem Landkreis bei der Einführung der bis heute gültigen Kfz-Kennzeichen das Unterscheidungszeichen MAL zugewiesen. Es wurde bis zum 3. August 1974 ausgegeben. Seit dem 25. Juli 2014 ist es aufgrund der Kennzeichenliberalisierung wieder im Landkreis Landshut erhältlich. Seit dem 2. Juli 2018 wird es auch im Landkreis Straubing-Bogen ausgegeben.